# Мелехов и Филюрин (агентство)
«Мелехов и Филюрин» — российское креативное агентство. Одно из старейших и популярных в России. 
Занимает 3 место в отраслевом рейтинге рекламных и коммуникативных агентств в сегменте «Продакшн» по версии Ассоциации REPA (2023) и 15-е место в федеральной категории «Брендинг» по версии «Рейтинга Рунета» (2024).

## История
Агентство основано в 1992 году выпускниками Новосибирского государственного университета Валерием Мелеховым и Александром Филюриным. Первоначальное название — «Рекламное ателье». В 1994 году компания становится рекламным агентством полного цикла, выделяются клиентский и медийный отделы, организуется собственное видеопроизводство. Компания переименовывается в рекламную группу «Мелехов и Филюрин». В 1995 году Валерий Мелехов становится первым президентом городского объединения рекламистов Новосибирска.
В 1997 году агентство организует национальный фестиваль рекламы «Идея!», который просуществует 19 лет. В 1998 году открывается офис в Москве. Тогда же «Мелехов и Филюрин» получает статус представителя Московского международного фестиваля рекламы по Сибири и Дальнему Востоку.
В 199 году Валерий Мелехов становится первым президентом Рекламной федерации регионов. В 2003 году агентством запущен проект Brandmarket – интернет-магазин товарных знаков .
В 2007 году Александр Филюрин получает звание академика Российской академии рекламы.
В 2014 году директором агентства становится Елена Виноградская. Компания продолжает развивать инфраструктурные проекты Новосибирска: проведен ребрендинг Новосибирский государственного университета, брендинг Новосибирской областной больницы, представлен туристический бренд Новосибирской области. В 2017 году Александр Филюрин выходит из оперативного управления компании.
В 2024 году агентство «Мелехов и Филюрин» вошло в синдикат Conspiracy.Works вместе с «Два слова», Wow и Idea Nova.

## Работы
Агентство выполняло достаточно много знаковых проектов для регионов и городов в сфере брендинга. Например, в 2006 году была создана символика для футбольного клуба «Сибирь». В качестве животного-маскота был выбран сибирский степной орел.
В 2010 году был разработан бренд Технопарка новосибирского Академгородка, а в 2015-м — туристический логотип Новосибирска. Также среди работ агентства — бренд биотехпарка «Кольцово». В 2018 году агентство побеждает в федеральном конкурсе на разработку туристического бренда Геленджика. Представленная ею на конкурс концепция была построена на визуальном образе Геленджикской бухты в виде подковы и понятии «счастье». В 2021 году агентство создало инвестиционный бренд для ХМАО — «Ugra Open For / Югра открыта для». 
Среди крупных корпоративных заказчиков агентства: «Макфа», «Камаз», «Сибирская зерновая компания», «Югория», Nokian Tyres, Новосибирская государственная филармония, «Коровка из Кореновки» и т. п.

## Награды и конкурсы
В 1996 году сделанный агентством видеоролик «Добрые самолеты» (компания «Внуковские авиалинии») получает «Золотое яблоко» (1 место) Московского международного фестиваля рекламы. Мировой показ «Ночи пожирателей рекламы» открывается другим видеороликом от агентства — «Джинн» (сеть магазинов бытовой техники «Байт»).
В 1997 году ролик «Свадьба», сделанный для компании «Фотолэнд», завоевывает Серебряную барабанную палочку (2 место) на международном фестивале рекламы GoldenDrum (Словения).